# Violet Gibson
Violet Albina Gibson (Dublin, 31 de agosto de 1876 — Northampton, 2 de maio de 1956) foi uma mulher anglo-irlandesa que tentou assassinar Benito Mussolini em 1926. Ela era filha de Lord Ashbourne, Lord Chancellor da Irlanda.

## Início de vida
A Honorável Violet Gibson nasceu em Dublin, Irlanda, em 31 de agosto de 1876. Seu pai era um advogado e político irlandês, Edward Gibson, que criou o Barão Ashbourne em 1885. Sua mãe, Frances, era uma cientista cristã. Violet experimentou a teosofia antes de se tornar católica romana em 1902. Ela foi apresentada como debutante na corte durante o reinado da rainha Vitória.
Gibson sofreu graves problemas de saúde ao longo de sua vida. Ela teve um colapso nervoso em 1922; ela foi declarada insana e internada em uma instituição mental por dois anos. Ela tentou suicídio em Roma no início de 1925.

## Disparo contra Mussolini

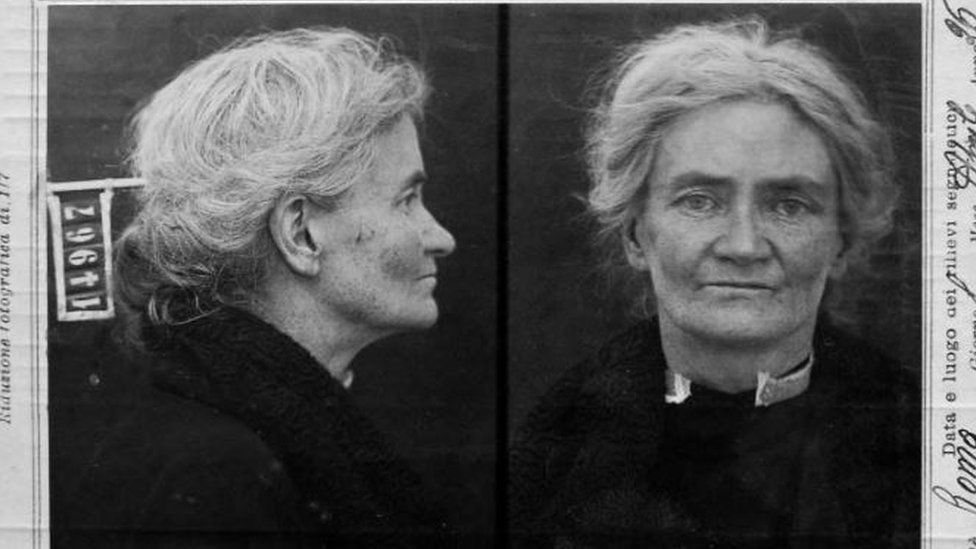
Gibson fotografada após sua prisão em 1926

Em 7 de abril de 1926, Gibson atirou em Mussolini, líder fascista da Itália, enquanto ele caminhava entre a multidão na Piazza del Campidoglio, em Roma, depois de deixar uma assembleia do Congresso Internacional de Cirurgiões, a qual ele fez um discurso sobre as maravilhas da medicina moderna. Gibson tinha se armado com uma pedra para quebrar a janela do carro de Mussolini, se necessário, e um revólver Modèle 1892 escondido em um xale preto. Ela atirou uma vez, mas Mussolini moveu a cabeça naquele momento e o tiro atingiu seu nariz; ela tentou novamente, mas a arma falhou. O filho de Mussolini, em suas memórias, dá um relato alternativo, contando que Gibson atirou duas vezes, errando na primeira vez e passando de raspão no nariz de Mussolini na segunda vez. Gibson quase foi linchada no local por uma multidão enfurecida, mas a polícia interveio e a levou para interrogatório. Mussolini foi ferido apenas levemente, descartando sua lesão como "uma mera ninharia", e depois que seu nariz foi enfaixado, ele continuou seu desfile no Capitólio.
Pensava-se que Gibson era louca no momento do ataque e a ideia de assassinar Mussolini era dela e que ela trabalhava sozinha. Ela disse aos interrogadores que atirou em Mussolini "para glorificar a Deus", que gentilmente enviou um anjo para manter seu braço firme. Ela foi deportada para a Grã-Bretanha depois de ser libertada sem acusações a pedido de Mussolini, ato pelo qual recebeu o agradecimento do governo britânico. A tentativa de assassinato desencadeou uma onda de apoio popular a Mussolini, resultando em muita legislação opressiva, consolidando seu controle da Itália. Ela passou o resto de sua vida em um hospital psiquiátrico, o St Andrew's Hospital em Northampton, apesar dos repetidos apelos por sua libertação. Ela morreu em 2 de maio de 1956 e foi enterrada no cemitério de Kingsthorpe, em Northampton.

## Legado

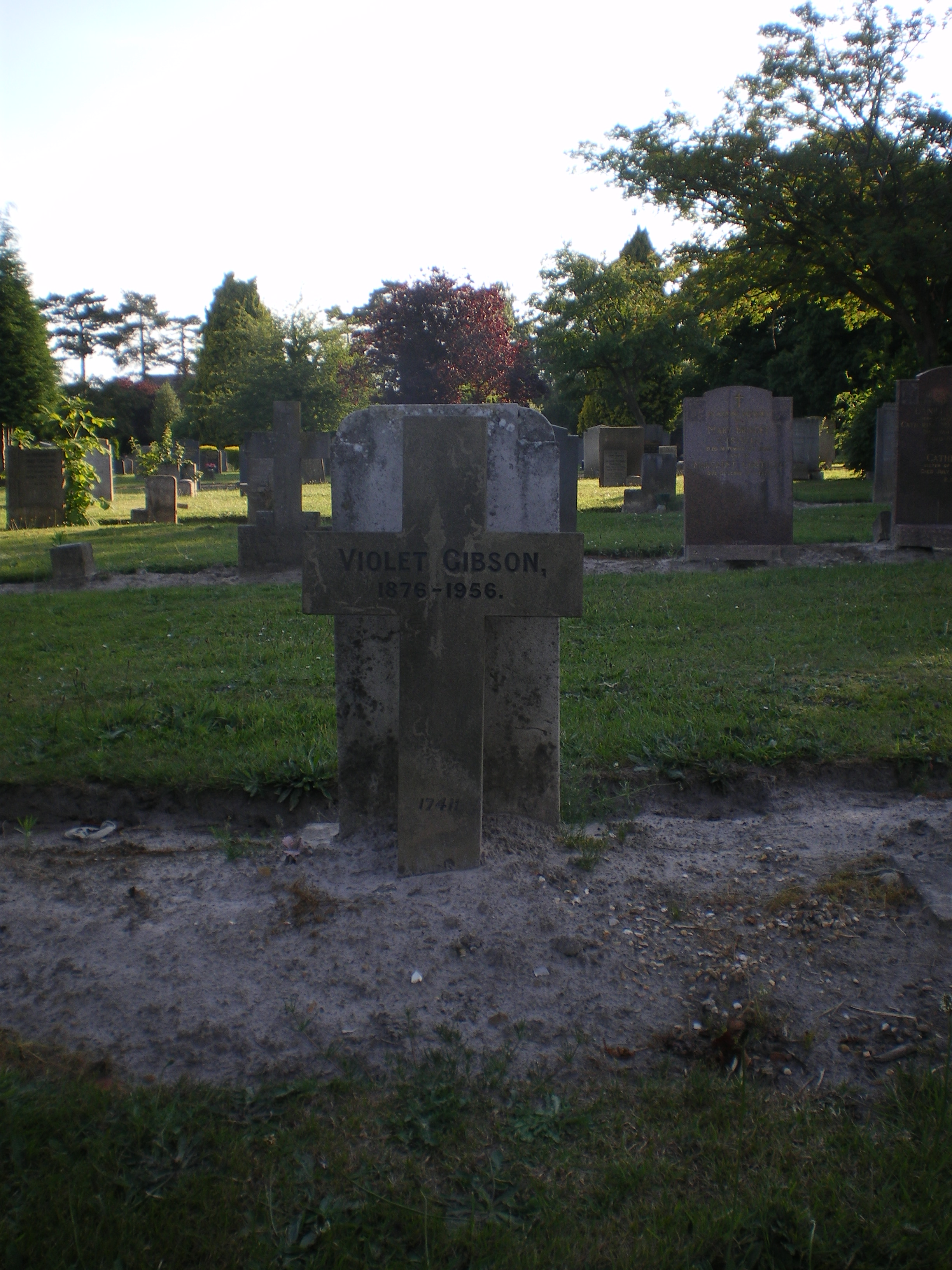
Sua lápide no cemitério de Kingsthorpe

The Irishwoman Who Shot Mussolini, um documentário radiofônico de 2014, foi feito por Siobhán Lynam para a RTÉ Radio 1. Um documentário de drama cinematográfico, Violet Gibson, The Irish Woman Who Shot Mussolini (2020), estrelado por Olwen Fouéré, foi encomendado pela TG4 e produzido por Barrie Dowdall e Siobhán Lynam. A história de Gibson é o tema da peça de Alice Barry, Violet Gibson: The Woman Who Shot Mussolini.
A música de Lisa O'Neill "Violet Gibson" a celebra. É apresentada no álbum de O'Neill, Heard a Long Gone Song. O conto "Dear You" de Evelyn Conlon fornece um relato epistolar dos eventos do ponto de vista de Gibson. A história apareceu pela primeira vez em italiano e inglês na Tratti Review (Numero Novantatre, Itália, maio de 2013) e posteriormente na Accenti: The Magazine with an Italian Accent (Canadá). Também aparece na coleção Moving About the Place de Conlon (Blackstaff, 2021). Em março de 2021, a Câmara Municipal de Dublin aprovou a colocação de uma placa em sua casa de infância na Merrion Square para comemorar Gibson como "uma antifascista comprometida".

## Leitura complementar
- Saunders, Frances Stonor The Woman Who Shot Mussolini. New York: Metropolitan Books/Henry Holt and, 2010.